# Buzz Buzzard
Buzz Buzzard es un personaje de ficción animado que apareció en varias películas producidas por Walter Lantz Productions en las décadas de 1940, 1950, 1960 y 1970.

## Historia
Buzz es un buitre antropomórfico y un estafador que distintas formas busca la forma de estafar al pájaro loco, ya sea dinero o comida. En otras apariciones, Buzz ha sido un vaquero, un pregonero de carnaval y un idiota de los refrescos, pero todavía sigue siendo un dolor real para loquillo. Durante la mayor parte de la carrera del pájaro loco, Buzz fue su principal contraste, teniendo aproximadamente la misma relación con ese personaje que Sam Bigotes tenía con Bugs Bunny en los cortos animados de Warner Bros., y Bluto con Popeye en los cortos de Fleischer y Famous Studios Popeye  ambos de la misma época.
La primera aparición de Buzz fue al lado del pájaro loco en Wet Blanket Policy de 1948, siendo además el primer y único cortometraje de animación nominado al premio Oscar en la categoría de la Mejor Canción, momento en el que más o menos reemplazaba a Wally Walrus como la película principal de Pájaro Loco. El actor de personajes Lionel Stander prestó su voz en la década de 1940 y Dal McKennon asumió el papel en la década de 1950. 
Buzz continuo apareciendo en los cortos del Pájaro Loco hasta mediados de la década de 1950, y finalmente fue reemplazado como el su por Dapper Denver Dooley (también expresado por McKennon) y más tarde Gabby Gator. 
Bunco Busters fue la última aparición de Buzz Buzzard en una caricatura teatral de loquillo hasta Tumble Weed Greed en 1969, aunque el personaje siguió apareciendo en los cómics de Lantz y en otros productos con licencia. Durante la pausa teatral de 14 años, Buzz hizo una aparición en el especial de televisión de 1964, Spook-a-Nanny . Sin embargo fue interpretado por Daws Butler.
La apariencia del personaje cambió dramáticamente a lo largo de los años con un chaleco y la sombra de las cinco que desaparece, diferentes colores de plumas y plumas de la cabeza que desaparecieron por completo y reaparecieron esporádicamente.

## Apariciones
- Wet Blanket Policy (08/27/1948)
- Wild and Woody! (12/31/1948)
- Drooler's Delight (03/25/1949)
- Puny Express (01/22/1951)
- Slingshot 6 7/8 (07/23/1951)
- Destination Meatball (12/24/1951)
- Stage Hoax (04/21/1952)
- Scalp Treatment (09/18/1952)
- The Great Who-Dood-It (10/20/1952)
- Buccaneer Woodpecker (04/20/1953)
- Operation Sawdust (06/15/1953)
- Belle Boys (09/14/1953)
- Hypnotic Hick (09/26/1953)
- Hot Noon (or 12 O'Clock For Sure) (10/12/1953)
- Socko in Morocco (01/18/1954)
- Alley to Bali (03/15/1954)
- Hot Rod Huckster (07/05/1954)
- Real Gone Woody (09/20/1954)
- Bunco Busters (11/21/1955)
- Tumble Weed Greed (06/01/1969)
- Ship A'hoy Woody (08/01/1969)
- Flim Flam Fountain (01/05/1971)
- Indian Corn (01/01/1972)
- Show Biz Beagle (06/01/1972)
- The Genie with the Light Touch (08/01/1972)

## Otros medios
- Buzz fue mencionado en la exitosa película La Bamba de 1987, protagonizada por Esai Morales como Bob Valenzuela.
- Buzz iba a tener un cameo en ¿Quién engañó a Roger Rabbit, pero luego fue eliminado por razones desconocidas.
- Buzz reapareció como un personaje habitual en El nuevo show del Pájaro Loco con la voz de Mark Hamill.
- Buzz aparece en la serie web Woody Woodpecker de 2018 con la voz de Kevin Michael Richardson.
- Tiene un interés amoroso llamado Veronica.[4]
- Algunos videojuegos de Woody Woodpecker también incluyen a Buzz Buzzard:Woody Woodpecker Racing (2000) para PlayStation, Dreamcast, PC y GBC.
- Woody Woodpecker: Escape from Buzz Buzzard Park (2001) para GBC , PC y PS2 .[5]